# Kopawa
Kopawa (nep. कोपवा) – gaun wikas samiti w zachodniej części Nepalu w strefie Lumbini w dystrykcie Kapilvastu. Według nepalskiego spisu powszechnego z 2001 roku liczył on 1661 gospodarstw domowych i 9778 mieszkańców (5005 kobiet i 4773 mężczyzn).